# دریوار
دریوار یک روستا در ایران است که در دهستان گافروبارمون واقع شده‌است. دریوار ۱۱۶ نفر جمعیت دارد.